# Лиманская, Мария Филипповна
Мария Филипповна Лиманская (12 апреля 1924, Старая Полтавка, Старо-Полтавский кантон, АССР Немцев Поволжья, РСФСР, СССР — 26 ноября 2024, Звонарёвка, Приволжское муниципальное образование, Марксовский район, Саратовская область, Россия) — советская военная регулировщица, участница Великой Отечественной войны.
Была запечатлена Евгением Халдеем на фотографии, на которой регулировала движение у Бранденбургских ворот в мае 1945 года.

## Биография

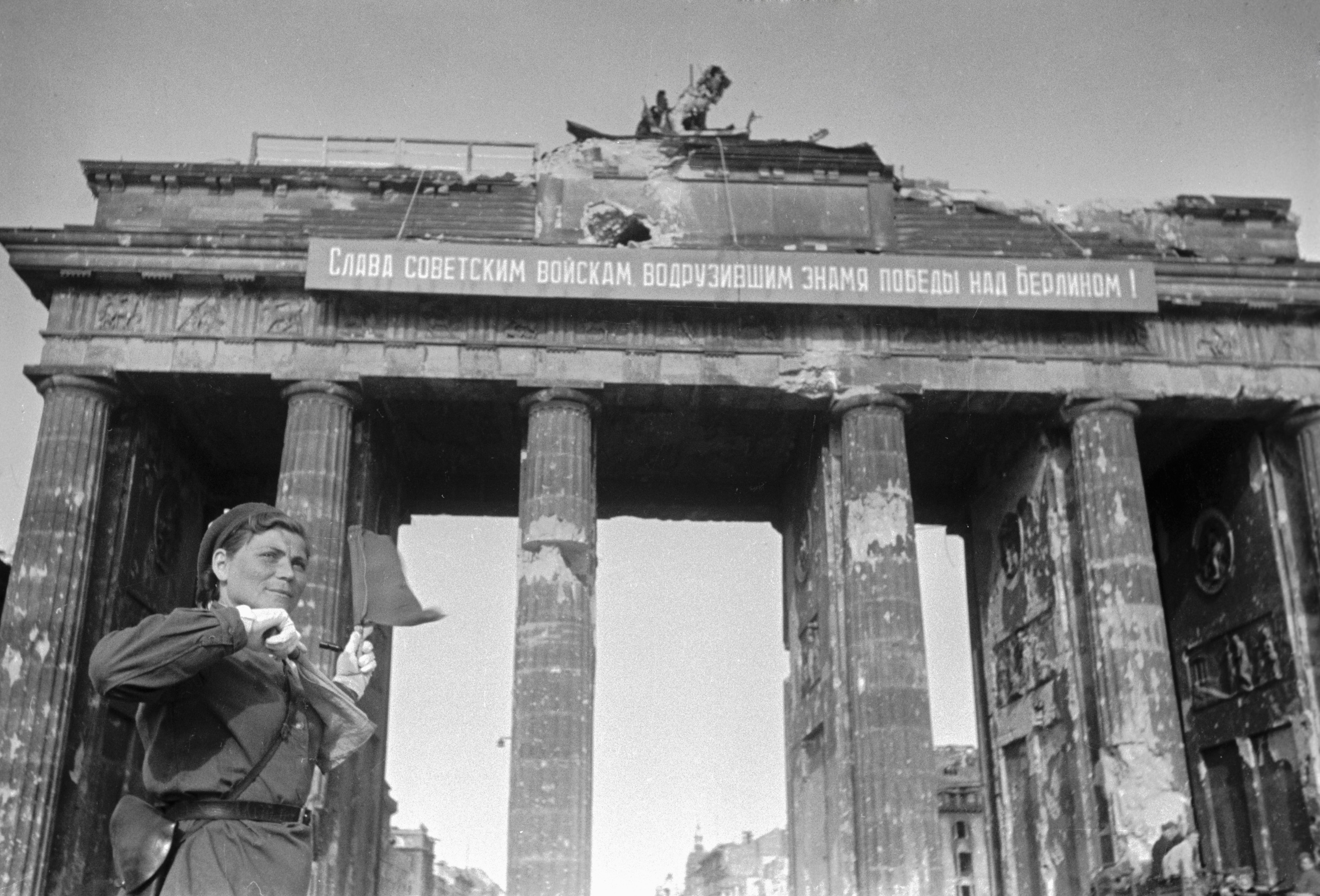
На фотографии Евгения Халдея в мае 1945 года у Бранденбургских ворот в Берлине

Родилась 12 апреля 1924 года в селе Старая Полтавка (ныне — районный центр в Волгоградской области).
На фронт ушла в 1942 году, служила в запасном полку и шила одежду советским солдатам. За время службы несколько раз оказывалась на краю гибели, чуть не провалившись под лёд и переболев воспалением лёгких и даже тропической малярией. Лечилась в расположении 15-й военно-автомобильной части. Вместе с подругами Мария попала в регулировщицы, пройдя трёхдневное обучение. Под Батайском во время одной из бомбардировок она была по неосторожности сбита шофёром и попала в больницу, которая также подверглась бомбардировке. Чудом никто из её подруг, равно как и сама Мария, не погиб, поскольку несколько упавших авиабомб не разорвались.
2 мая 1945 года Мария Лиманская уже стояла у Бранденбургских ворот, недалеко от Рейхстага, и отвечала за регулирование движения. В эти дни фотограф Евгений Халдей запечатлел Лиманскую на одной из фотографий, получившей в народе название «Регулировщица Победы». 30 июля 1984 года фотография была отправлена Лиманской Халдеем с письмом на обороте фотографии. 9 мая в Берлине солдаты отметили капитуляцию немецких войск и победоносное окончание войны. В дни Потсдамской конференции Лиманская также регулировала движение, пропустив кортеж британского премьер-министра У. Черчилля и переговорив с министром через переводчика.
После войны работала медсестрой, затем — школьным библиотекарем в Волгоградской области.
С 1994 года жила в селе Звонарёвка Марксовского района Саратовской области у дочери, Нины Григорьевны Тормозовой. В браке родилась также ещё одна дочь — Раиса. Внучка Татьяна со своим мужем, сварщиком Виктором Боссартом из Звонарёвки, уехала в Ганновер, где работает на шоколадной фабрике: у них пятеро детей.
Скончалась 26 ноября 2024 года в возрасте 100 лет в Звонарёвке Марксовского района Саратовской области. Похоронена 27 ноября 2024 года на кладбище в селе Звонарёвка.

## Награды
- Нагрудный знак «Отличный дорожник»,
- Медаль «За победу над Германией в Великой Отечественной войне 1941—1945 гг.»[13],
- Медаль «За взятие Берлина»,
- Медаль «За освобождение Варшавы»[14],
- Орден Отечественной войны 2-й степени[15](1985).
- Медали СССР и РФ.

## Памятник
- 9 июля 2020 года бронзовая фигура высотой в 2,3 метра была установлена в сквере возле Центрального дома культуры города Маркса Саратовской области. Автор — саратовский скульптор, член Союза художников России Владимир Пальмин. Памятник изготовлен на собранные народные средства жителей Марксовского района[16].
- 8 мая 2025 года в Саратове прошло торжественное открытие памятника регулировщице Победы Марии Филипповне Лиманской. Его установили на входе в парк Победы на Соколовой горе. Почётное право открыть монумент предоставили его авторам, скульпторам Андрею и Сергею Щербаковым и дочерям Лиманской - Нине Тормозовой и Раисе Разживиной.[17]

Памятник Мария Лиманская, Парк Победы Саратов
Регулировщица Победы (табличка), Саратов